# صوم الرسل
صوم الرسل، المسمى أيضاً صوم الرسل القديسين، أو صوم بطرس وبولس، أو أحياناً صوم القديس بطرس، هو صوم تتبعه الكنيسة الأرثوذكسية الشرقية و‌الكنيسة الأرثوذكسية المشرقية و‌الكنيسة الكاثوليكية الشرقية، والأرثوذكس الإصلاحيون. في التقليد البيزنطي، يبدأ الصوم في يوم الاثنين الثاني بعد عيد العنصرة (اليوم التالي لأحد جميع القديسين)، بينما في التقاليد القبطية والسريانية القديمة، يبدأ الصوم في أول يوم اثنين بعد عيد العنصرة. ويستمر حتى عيد القديسين بطرس وبولس في 12 يوليو . تقليدياً، تتراوح مدته من ثمانية إلى سته و أربعين يوماً بسبب طبيعة عيد القيامة المنقولة (عيد الفصح). ومع ذلك، في الكنائس الأرثوذكسية الشرقية التي تتبع التقويم اليولياني المنقح، يمكن أن يصل الصوم إلى 29 يوماً، أو قد لا يحدث على الإطلاق في بعض السنوات.

## التاريخ

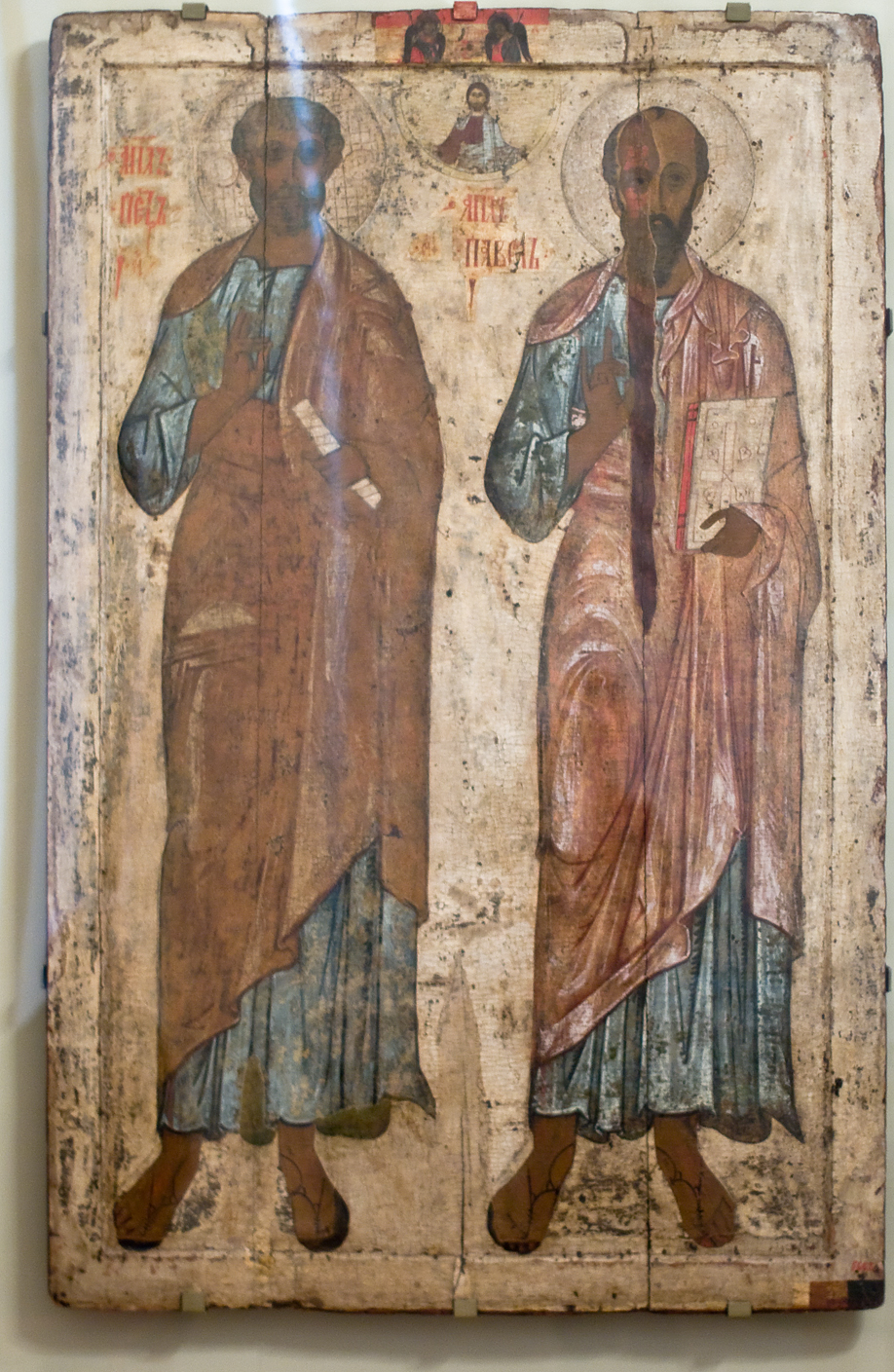
أيقونة من القرن الثالث عشر للقديسين بطرس وبولس (بيلوزيرسك).

ابتهج الرسل لمدة خمسين يوماً بعد عيد القيامة (عيد الفصح)، و‌قيامة يسوع، وبدأو بالتحضير لمغادرتهم القدس لنشر رسالة المسيح. وفقاً للتقليد المقدس، كجزء من استعدادهم، بدأوا بالصوم والصلاة ليطلبوا من الله أن يقوي عزيمتهم وأن يكون معهم في مهامهم التبشيرية.
نجد الأساس الكتابي للصوم الأناجيل الإزائية، عندما انتقد الفريسيون الرسل على عدم صيامهم، قال لهم يسوع: ««هَلْ يَقْدِرُ أَهْلُ الْعُرْسِ أَنْ يَحْزَنُوا مَادَامَ الْعَرِيسُ بَيْنَهُمْ؟ وَلَكِنْ، سَتَأْتِي أَيَّامٌ يَكُونُ فِيهَا الْعَرِيسُ قَدْ رُفِعَ مِنْ بَيْنِهِمْ، فَعِنْدَئِذٍ يَصُومُونَ!» بالمعنى المباشر، كان المسيح يشير إلى أنه يؤخذ للصلب؛ لكن بالمعنى الأوسع، يُفهم من حيث صعوده إلى السماء و‌تكليفه بالكرازة بالإنجيل، والذي لا يمكن أن يتم إلا بالصلاة والصوم.
كان تقليد الصوم موجوداً على الأقل منذ البابا ليون الأول (461 م)، كما يتضح من عظاته، الرغم من نسيانه لاحقاً في الغرب. يُعتقد أن الصوم نشأ لشكر الله على شهادة رسل المسيح. بهذا الصوم، يعبّر المؤمنون عن شكرهم على تحمل الرسل للاضطهاد أثناء رسالتهم.

## ممارسة
صوم الرسل ليس صارماً مثل الصوم الكبير أو صوم السيدة، لكنه يستلزم الصيام من اللحوم الحمراء و‌الدواجن ومنتجات اللحوم والبيض و‌منتجات الألبان والأسماك والزيت والنبيذ. بالنسبة للكثير من الأرثوذكس، يُسمح بالأسماك والنبيذ والزيت في جميع الأيام ما عدا يومي الأربعاء والجمعة. بعض الأرثوذكس الآخرين، مثل الأنطاكيين، لديهم قواعد أكثر صرامة، مع السماح للأسماك فقط في عطلات نهاية الأسبوع المحددة. قواعد الصوم هذه مماثلة لتلك التي لوحظت أثناء صوم الميلاد.
كما في مواسم الصيام الثلاثة الأخرى من سنة الكنيسة، هناك عيد عظيم يُصادف أثناء صوم الرسل. في هذه الحالة، عيد ميلاد القديس يوحنا المعمدان (24 يونيو).
في بعض الأماكن، تتشابه الخدمات في أيام الأسبوع أثناء صوم الرسل مع الخدمات أثناء الصوم الكبير (مع بعض الاختلافات). تؤدي العديد من الكنائس والأديرة في التقليد الروسي خدمات الصوم الكبير في اليوم الأول على الأقل من صوم الرسل.

## مدة الصوم
مدة الصوم متغيرة، ويحدده تاريخ عيد القيامة (عيد الفصح). بعد 8 أسابيع من عيد الفصح يأتي يوم الأحد لجميع القديسين. في اليوم التالي، الاثنين، يبدأ صوم الرسل. يستمر الصوم حتى 29 يونيو، عيد الرسولين بطرس و‌بولس. بمعنى آخر، اعتماداً على تاريخ الفصح، يمكن أن يبدأ صوم الرسل في وقت مبكر من 18 مايو أو حتى 21 يونيو. وبالتالي، قد تصل المدة إلى ثمانية أيام أو إلى 42 يوماً. قد لا يتم الاحتفال بصوم الرسل على الإطلاق في سنوات معيّنة بالنسبة لأولئك الأرثوذكس الذين يستخدمون التقويم الجديد حيث قد يصادف يوم الاثنين الثاني بعد عيد العنصرة أو بعد 29 يونيو، ولكن يتم الاحتفال به دائماً من قِبل الأرثوذكس باستخدام التقويم التقليدي. بالنسبة لأولئك الذين يتبعون التقويم اليولياني التقليدي، فإن تاريخ 29 يونيو هو 12 يوليو في التقويم الغريغوري.

## الصيام في التقاليد الشرقية
تصوم الكنيسة القبطية الأرثوذكسية من أول يوم اثنين بعد عيد العنصرة حتى 4 أبيب حسب التقويم القبطي، وبعد ذلك يلي عيد الرسل الذي يعادل 29 يونيو في التقويم اليولياني.
صامت الكنيسة السريانية الأرثوذكسية أيضاً من أول يوم اثنين بعد عيد العنصرة حتى 29 يونيو، لكن مجلس حمص، الذي عقد عام 1946، اختصر الصيام ببدء الصيام في 26 يونيو.
في الكنيسة المارونية، تم أيضاً تقصير مدة الصوم مع مرور القرون. بما أن الكنيسة المارونية هي كنيسة شرقية تنتمي إلى التقليد السرياني، يمكن أن نفترض أنه في العصور القديمة كان الصوم يبدأ يوم الاثنين الأول بعد عيد العنصرة. ومع ذلك، في القرن السادس عشر، صام الموارنة حوالي 30 يوماً، حتى أقل في بعض المناطق. في عام 1598، اختصر سينودس دعاء موسى الصوم إلى 14 يوماً، ليبدأ في 15 يونيو (القانون 30). تم تجديد هذا القرار في سينودس حراش عام 1644 (الفصل 9، قانون 5). أخيراً، اختصر المجمع اللبناني، الذي عقد عام 1736، الصوم إلى أربعة أيام، ابتداءً من 25 حزيران (الجزء الأول، الفصل 4، القانون 2). اعتاد الموارنة في الصوم على الامتناع عن جميع المنتجات الحيوانية، بما في ذلك الأسماك والمنتجات البحرية، وعن النبيذ، لكنهم لم يمتنعوا عن الزيت.